# Pointe Brennan
La pointe Brennan est un cap qui s'avance dans l'océan Austral, au nord-ouest de la terre Marie Byrd, en Antarctique occidental. Elle marque la limite entre la côte de Saunders vers l'ouest et la côte de Ruppert vers l'est. Elle a été baptisée en l'honneur du capitaine américain Michael J. Brennan.